# Hugo Hovenkamp
Hugo Hovenkamp (Groninga, Países Bajos, 5 de octubre de 1950) es un exfutbolista neerlandés que jugaba como defensa. Fue convocado para formar parte de la Selección de fútbol de los Países Bajos que sería finalista en el mundial de Argentina 1978, pero quedó fuera en el último minuto debido a una lesión. Ya que el plazo autorizado por la FIFA para buscar un reemplazante había expirado, la selección neerlandesa disputó el campeonato con un jugador menos en su plantel.

## Selección nacional

### Participaciones en Copas del Mundo
| Mundial                        | Sede      | Resultado  |
| ------------------------------ | --------- | ---------- |
| Copa Mundial de Fútbol de 1978 | Argentina | Subcampeón |

### Participaciones en Eurocopas
| Torneo        | Sede   | Resultado    |
| ------------- | ------ | ------------ |
| Eurocopa 1980 | Italia | Primera fase |

## Clubes
| Club             | País         | Año       |
| ---------------- | ------------ | --------- |
| FC Groningen     | Países Bajos | 1968-1975 |
| AZ Alkmaar       | Países Bajos | 1975-1983 |
| Wacker Innsbruck | Austria      | 1983-1985 |

## Palmarés

### Títulos nacionales
| Título                   | Equipo     | País         | Año     |
| ------------------------ | ---------- | ------------ | ------- |
| Eredivisie               | AZ Alkmaar | Países Bajos | 1980-81 |
| Copa de los Países Bajos | AZ Alkmaar | Países Bajos | 1981    |